# Lazurita
O lazurita é um mineral do grupo dos silicatos, subgrupo tectossilicatos. É o principal constituinte e o componente azul do lápis-lazúli, gema decorativa que é uma rocha composta de três minerais: lazurita, calcita e pirita. 
Quimicamente, a lazurita é um aluminossilicato com outros ânions de sódio e de cálcio com enxofre cúbico. É um feldspatoide do grupo da sodalita. Tem uma cor azul profunda, de grande beleza. Seu nome deriva do árabe lāzūrd, variação de lāzawárd, ou do persa lājwārd no sentido de 'lápis-lázuli, azul'. É frequentemente confundida com  a lazulita (fosfato básico de magnésio e alumínio monoclínico) e a azurita (carbonato de cobre monoclínico), cuja única semelhança está na cor azul.

## Formação ambiental
Aparece nas rochas calcárias submetidas a metamorfismo de contato, normalmente associada com calcita, pirita, diópsido e muscovita. Também pode ser encontrada em granulitos de alta temperatura.

## Localização, extração e uso
É um mineral caro, conhecido popularmente por dar a cor azul ao lápis-lazúli. 

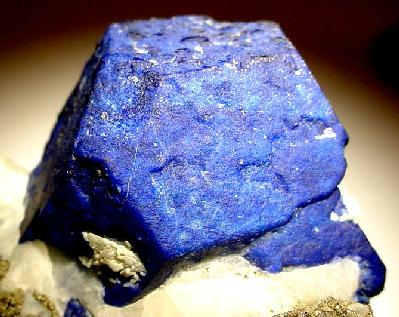
Lazurita

O lápis-lazúli foi explorado por séculos em algumas minas que ainda estão em operação no Afeganistão, no vale do Koksha, de onde foi exportado para o Oriente Médio e Europa por mais de mil anos. É também encontrado em Ovalle (Chile), bem como na Birmânia, Sibéria, Angola, Canadá e Estados Unidos.
Na Europa, a lazurita já foi usada como corante. Hoje em dia o pigmento de cor azul é produzido artificialmente, de modo que cessou a exploração desse mineral para tal fim.
Os cristais limpos e bem formados de lazurita pura são altamente valorizados pelos colecionadores.

### Outros sites
- Organizações Mindat (em inglês)
- Webmineral 01 (em inglês)
- Webmineral 02 (em inglês)